# 動物の系統
動物の系統（どうぶつのけいとう）については、現在もさまざまな論議があり、一定の意見の一致を見ていない。むしろ、最近まではある程度安定した見解があったものが、揺らいでいる状態にある。

## 進化論と系統
動物の系統を論じるためには、動物の分類がある程度進まなければならなかった。ジャン＝バティスト・ラマルクは、無脊椎動物（この言葉自体が彼の考案になるものである）の分類に取り組み、その中から進化論の考えをもつに至った。彼は動物の体制にいくつかの段階があると考え、それを上っていく進化と、その体制のままで生活環境に合わせた適応があると考えたが、具体的な道筋は示さなかった。
チャールズ・ダーウィンは、自然選択による進化論を発表した際、主に種の漸次的な変化について論じたが、種分化と系統の分化に関しては多くを述べていない。しかし、その進化論は多大な影響を各方面に与えた。特に、進化論に感銘を受け、生物学がそのあらゆる分野で進化論によって再構成されるべきだと考えたのがエルンスト・ヘッケルである。

## ヘッケルの系統発生論
ヘッケルは、進化論に基づいて、動物の系統を解明することを考えた。そのころ、幼生の形態が、動物の類縁関係の解明に役立つことが、少しずつわかってきていたが、彼はそれを大胆に拡張した。彼の考えによると、発生の過程はその動物の進化の道筋そのものであって、だから、幼生が似通っているものは、そこまでの進化の道を共有する証拠なのである。彼のこの説は“反復説”と呼ばれる。彼はさらに、それを発生の初期にさかのぼって適用し、動物の系統全体を説き明かそうとした。
発生は受精卵に始まる。彼はこれを単細胞段階と考える。受精卵は細胞分裂を行い、多くの動物では中空で表面に繊毛を備えた、いわゆる“胞胚期”（ガスツルラ）となる。彼はこれを最初の多細胞動物の姿と考え、その仮想の姿に対してガスツレアという名をつけた。彼の説は、ここからガスツレア説と呼ばれる。
胞胚はその一部が中にもぐりこんで消化管の元基となり、やがてその反対側に新たな出入り口を作る。ここで、どの出入り口が口になるかは動物群によって大きく分かれ、節足動物、軟体動物など、無脊椎動物の多くは最初にできた出入り口（原口）が口になる（旧口動物）のに対して、棘皮動物や脊椎動物では原口は肛門になり、新たにできた出入り口が口になる（新口動物）。また、刺胞動物や扁形動物は消化管に出入り口がひとつしかない。
そこで、彼はこれを進化の道筋として理解した。つまり、ガスツレアにくぼみができて、そこで消化をするようになったのが動物の消化管の起源であると考えた。そうすると、最初に消化管をもった動物は、放射相称で、袋状の消化管をもっていたことになるから、刺胞動物がこれに当たる。ほとんどの動物が左右対称なのは、這って進む生活をするからだろうが、そうすると、刺胞動物から扁形動物へと進化したのだろう。その後、消化管が通り抜けへと進化するときに、新たな出入り口が口となるか、肛門となるかで進化の道筋が分かれ、新口動物と旧口動物に道が分かれた。それぞれの道筋で、それぞれ独自に体制を高度化させ、その結果、旧口動物からは節足動物や軟体動物が、新口動物からは脊椎動物が現われた、と説明したのである。
ヘッケルはこのような説明をさらに系統樹という図つきで説明し、多くの支持を得た。彼の説は、その後の研究により、細部においてさまざまな改編を加えられながらも、基本的に支持され続けた。それらはまとめて新ヘッケル派と呼ばれ、最近まではこの分野でほぼ定説と見なされていた。
それによれば、旧口動物は、扁形動物から肛門をもつに至ったのが紐形動物、そこから偽体腔動物である線形動物、触手動物などが生じ、さらに真体腔ができ、体節ができて環形動物が、そこからさらに節足動物が生まれたとする。軟体動物は、このあたりから体節を失ったものと見る。
一方、新口動物は、無脊椎動物が少ないので関係をたどるのは難しいが、棘皮動物は左右相称の動物から二次的に五放射相称になったと見られる。そして、原索動物から脊椎動物が進化したと考える。

## ハッジの系統論
このように、ほぼ定説と見なされていたヘッケル系の考え方に、真っ向から反対の立場を取ったのがハッジである。
彼はヘッケル派の主張にいくつかの点で疑問を抱いていた。たとえば刺胞動物は花虫綱、鉢虫綱、ヒドロ虫綱からなり、前のものほど体が複雑である。ヘッケル派は当然、後者を原始的と見て、そこから前のものが進化してきたと見なす。ところがハッジが見るところ、ヒドロ虫は確かに簡単な構造なのだが、細部を見ると、必ずしもそうは言えず、例えば刺胞はヒドロ虫のほうが複雑で多様であるという。また、花虫類は、外見的には完全に放射相称ながら、内部構造は左右対称になっている。ヘッケル派はこのことをもって、この仲間が放射相称から左右対称へ進化しかけている、と考えるわけだが、内部構造から先に左右相称になるのも奇妙である。
そこで彼は、これを説明するために、むしろ左右対称の動物から放射相称の体制に進化したのが刺胞動物である、と考えた。固着性の生活をする動物が放射相称の体制になるのは、珍しいことではない。そこで、花虫類の方が原始的で、体内に左右相称性を残しており、そこから鉢虫類やヒドロ虫類が進化したと考えたわけである。
そうすると、刺胞動物より前に、左右相称の多細胞動物がいたことになる。彼によると、それは刺胞動物と同じく消化管に出入り口がひとつしかないもう一つのグループ、扁形動物だというのである。扁形動物の無腸類は、左右相称の動物でありながら、消化管がなく、えさは口から体内の多核体細胞に取り込まれる。
そこで、無腸類を多細胞動物の起源に据え、繊毛虫が多細胞化して生じたものと考えた。刺胞動物は枝道とした。また、線形動物や紐形動物の枝道、軟体動物の枝道などを横枝としながらも、節足動物の段階から固着性の放射相称的動物を経て脊椎動物へと、中心の枝は分枝のない系統樹を描いている。
彼の系統論は、ヘッケル派の弱点を突くものであり、さまざまな示唆に富むが、大筋ではヘッケルの考えの方に理があると見る向きが多かった。

## 近年の動き
近年の分類学における重要な変化は、分岐分類学の技法と、分子遺伝学的情報が利用できるようになったことであろう。また、バージェス動物群などの研究成果により、現存しない動物門があったらしい、との発見は、動物の系統を現存の門で構成することの問題点を浮き上がらせたように思われる。また、現存の動物門がほぼすべて、カンブリア紀初頭に出揃っていたのがわかったことも重要である。
現時点では、さまざまな結果は出ているが、全体としてまとまったものはまだないようである。個々には、これまでの説に合致した結果や、異なった結果が出て、さまざまに議論が行われている。これまでの見解と異なった結果が出たとしても、単純にそれを受け入れるわけにはいかないし、分子遺伝学による情報は、進化の過程までは見せてくれない。まだまだ検討が必要な状態である。
しかしながら、その中でも、興味深い結果がいろいろ出ている。多細胞動物の起源に関しては、刺胞動物門を起点とするヘッケル説に近い。また、海綿動物門は、動物とは系統を異にする説があったが、動物の系統に属する見解をとっている。
そのほかに、軟体動物、環形動物、節足動物は旧口動物の系統で、それぞれ近い位置に置かれてきた。環形動物と節足動物は体節制など、体制の共通点が多いことから、軟体動物と環形動物はトロコフォア幼生を共有することで、その近縁さが主張されてきたし、その点で異論が出ることも少なかった。ところが、最近の説として、軟体動物と環形動物は確かに近縁なのだけれど、節足動物はこれらとは縁が遠いらしいとの説が出ている。それによると、節足動物はむしろ線形動物、鰓曳動物などと類縁があり、それらの共通点は脱皮をすることであるとして、それらをまとめて脱皮動物という群をなすという。
また、旧口動物と新口動物の区分などにも見直しが必要らしいとも言われ、今後とも、これまでの枠組みの変更が必要な場合が多いものと思われる。